# 佐竹仁
佐竹 仁（さたけ ひとし、1977年3月16日 - ）は、大阪府出身の舞台俳優、武術家。
関西の劇団「お笑いサタケ道場」の主宰・脚本・演出・役者を務める。また、父より受け継いだ渋川流柔術の免許皆伝者で渋川流躰術立禅会の代表も務める。
2020年より大阪府藤井寺市にて古市古墳群おもてなし隊を結成。2022年5月にFUJIIDERA★AMBASSADORに任命される。
「古市古墳群おもてなし隊」は世界文化遺産に登録された古市古墳群と大阪・南河内地域の観光PRを行うために結成されました。全国各地、数多ある“ご当地のおもてなし隊”の中でも、古墳時代という日本最古の時代背景を持っています。古の時代より蘇った古代人が「古市古墳群おもてなし隊」として、イベントや映像、お芝居やクイズなどで古墳と街の魅力を発信していきます。
劇団員にも有段者がいることから関西一強い劇団と言われる事もある。近年は外部出演が多く年間平均12本を超えている。身長161センチに対して体重が100キロを超えている為、太った役が多いが武術で鍛えた動きの為やたら素早いデブと呼ばれる。
2023年に演劇と古武道の事業を行うダイスキ合同会社を設立する。

## 舞台出演作品・団体
- お笑いサタケ道場[1]
- ファントマ
- 劇団斬！
- あさの＠しょーいち堂
- シアターＯＭ
- 劇団ショウダウン
- 本若
- 劇団ZTON
- 伊藤えん魔プロデュース
- ProjectUZU「パンドラ」シリーズ
- ステージタイガー